# 奥斯灵
奥斯灵（德語：Oßling）是德国萨克森州的市镇，隶属于包岑县。总面积为43.71平方千米，截至2023年12月31日总人口为2,210人。